# Дрохва сомалійська
Дрохва сомалійська (Lophotis gindiana) — вид птахів родини дрохвових (Otididae).

## Поширення
Вид поширений в Східній Африці. Трапляється в Джибуті, Ефіопії, Кенії, Сомалі, Південному Судані, Танзанії та Уганді. Живе у саванах та сухих скребах.

## Опис
Тіло завдовжки до 45 см. Спина, крила та хвіст сіро-коричневі з чорними цятками. Шия сіра, груди сірі з білими цятками, черево чорне. У самців голова сіро-блакитна з червонуватою верхівкою, у самиць голова коричнева.

## Спосіб життя
Живиться комахами, дрібними хребетними, ягодами, квітами, травами. Гнізда розміщують на землі, захищеній травою або кущем. У кладці 2 яйця. Пташенята залишають гніздо протягом декількох днів після вилуплення, але залишаються з матір'ю ще кілька місяців.